# VOSS

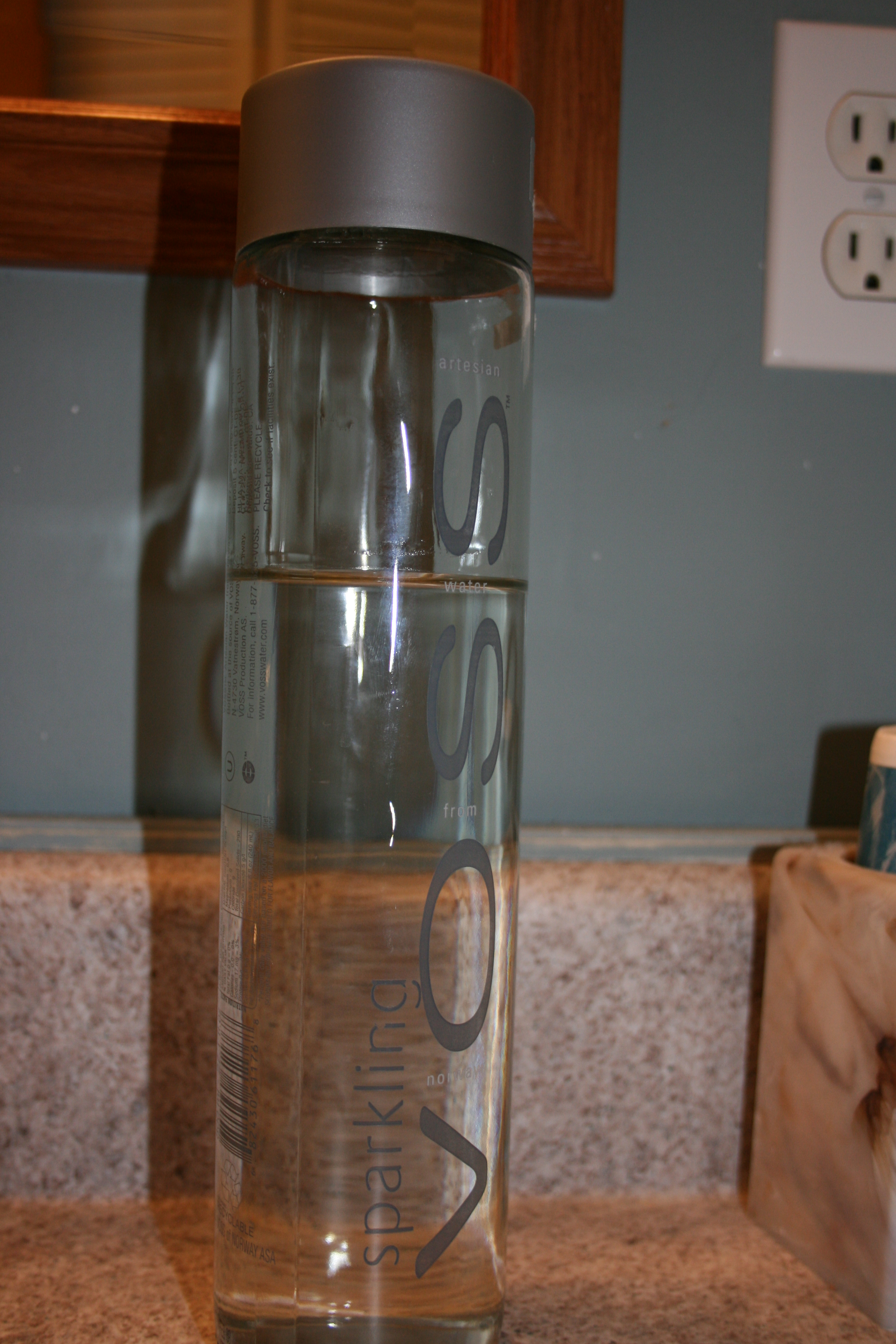
VOSSのボトル

VOSS（ヴォス）は、ノルウェー産のミネラルウォーターのブランド。
VOSSという単語は、ノルウェーの山間の小さな町の名であるとされる。氷河の岩盤の下の水源から採取される純度の高い軟水で、舌に甘く重く感じる味わいを特徴とする。ミネラル成分が低く、飲みやすい。ボトルは、カルバン・クラインのクリエイティブ・ディレクター、ニール・クラフトが手がけたもので化粧品を想像させるユニークなデザイン。
歌手のマドンナやモデルの蛯原友里も愛飲している。

## 種類
- スパークリング・ウォーター（炭酸あり）: ボトルの文字の色が濃い
- スティル・ウォーター（炭酸なし）: ボトルの文字の色が薄い

330ml
ボトルサイズ
直径44mm×高さ175mm
375ml 
ボトルサイズ
直径54mm×高さ230mm
800ml
ボトルサイズ
直径67mm×高さ295mm

## 成分
- カルシウム - 3.46 mg/L
- マグネシウム - 0.75 mg/L
- ナトリウム - 4.28 mg/L

## 硬度
11.7（軟水）

## PH
6.4

## 原産国
ノルウェー

## メーカー
VOSS社